# Cerdo (mitología)
Cerdo (en griego Κερδοῦς), en la mitología griega, fue la esposa del héroe argivo Foroneo.
Según Pausanias, en su honor se había erigido un monumento y una tumba en el mercado central de Argos, cerca del templo de Asclepio. Sin embargo, otras fuentes como Higino refieren como esposa de Foroneo a Cinna o los escolios sobre Eurípides afirman que su primera mujer fue Peito y la segunda, Europa.